# Castillo de Karasuyama
El castillo de Karasuyama (烏山城, Karasuyama-jō) fue un castillo japonés sito en Nasukarasuyama, al norte de la Prefectura de Tochigi, en Japón. A finales del periodo Edo, el castillo de Karasuyama era la sede de una rama del clan Ōkubo, daimios del Dominio de Karasuyama. Fue también conocido como "castillo Gagyū" (臥牛城, Gagyū-jō).

## Historia
El castillo de Karasuyama fue construido originalmente por Nasu Sukeshige el año 1418, y constituyó la residencia principal del clan Nasu desde 1514 hasta el final del periodo Sengoku. El castillo de Karasuyama estaba construido sobre la colina Hakkōzan (206 m). La figura del monte recuerda a la de un toro tumbado sobre sus patas, de ahí el apodo del castillo (Gagyū-jō o "castillo del toro tendido"). El castillo estaba protegido por murallas de arcilla, terraplenes y fosos secos y, en su recinto y accesos principales, por murallas de piedra.
A lo largo de su historia el castillo resistió los repetidos ataques del clan Satake y de otros enemigos de los Nasu, pero jamás fue tomado en combate. Sin embargo, en 1590, en parte como castigo por no haberle apoyado en la batalla de Odawara, Toyotomi Hideyoshi abolió el clan Nasu, dividió sus posesiones y cedió temporalmente su castillo ancestral a Oda Nobukatsu, uno de los hijos supervivientes de Oda Nobunaga.
Con el establecimiento del shogunato Tokugawa el castillo de Karasuyama se convirtió en el centro del Dominio de Karasuyama (20.000 koku) y fue gobernado por varios clanes de daimios (los Narita, los Matsushita, los Hori, y los Itakura) antes de que fuera definitivamente puesto en manos de una rama menor del clan Ōkubo el año 1725. La mayor parte de los edificios del castillo fueron reconstruidos en 1659 por Hori Chikayoshi, incluyendo la residencia principal del daimio (el san-no-maru Goten), y la mayoría de las puertas del castillo.
Durante la guerra Boshin el Dominio de Karasuyama se puso del lado de la causa imperial, pero la guerra pasó de largo sin afectarlo. Cuando el nuevo gobierno Meiji ordenó la devolución de las propiedades feudales al emperador (版籍奉還 Hansekihōkan) el castillo fue abandonado (1869). En 1872 el palacio del san-no-maru se hundió debido al peso de la nieve acumulada en una gran nevada y, en 1873, un incendio accidental destruyó el resto de las estructuras.
El terreno que ocupó el castillo es hoy en día un parque, en el que se encuentran restos de los muros de piedra y terraplenes de la fortaleza original.